# Berger (adelsslægt)
 For alternative betydninger, se Berger. (Se også artikler, som begynder med Berger)
von Berger er en hannoveransk lavadelig slægt, som også havde en dansk gren. Den uddøde i Danmark 1877.
Den 31. maj 1717 blev rigshofråd Johann Heinrich Berger adlet i Wien af kejser Karl VI med navnet "Berger" og prædikatet "Edler von". Af hans sønner var Johann Samuel von Berger livlæge i Celle og Johann August von Berger gehejme-justitsråd ved samme hof.
Johann Samuel von Berger var fader til kgl. livlæge Johan Just (1723-1791), Johan Samuel, generalløjtnant Valentin (1739-1813) og Samuel Georg von Berger, som alle 1776 og 1777 blev naturaliserede som danske adelsmænd.